# Danfoss

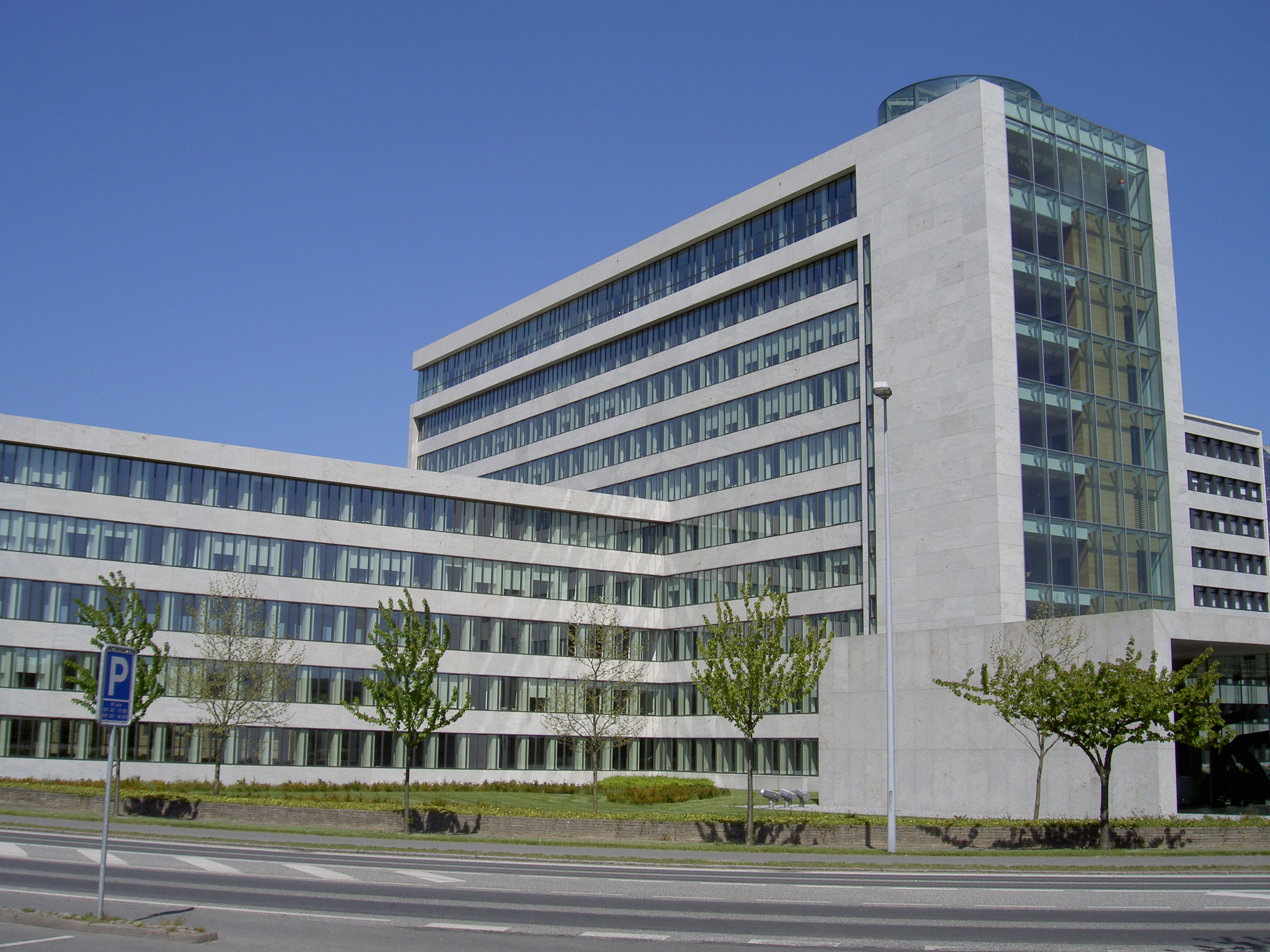
Siedziba Danfoss Nordborg, Dania

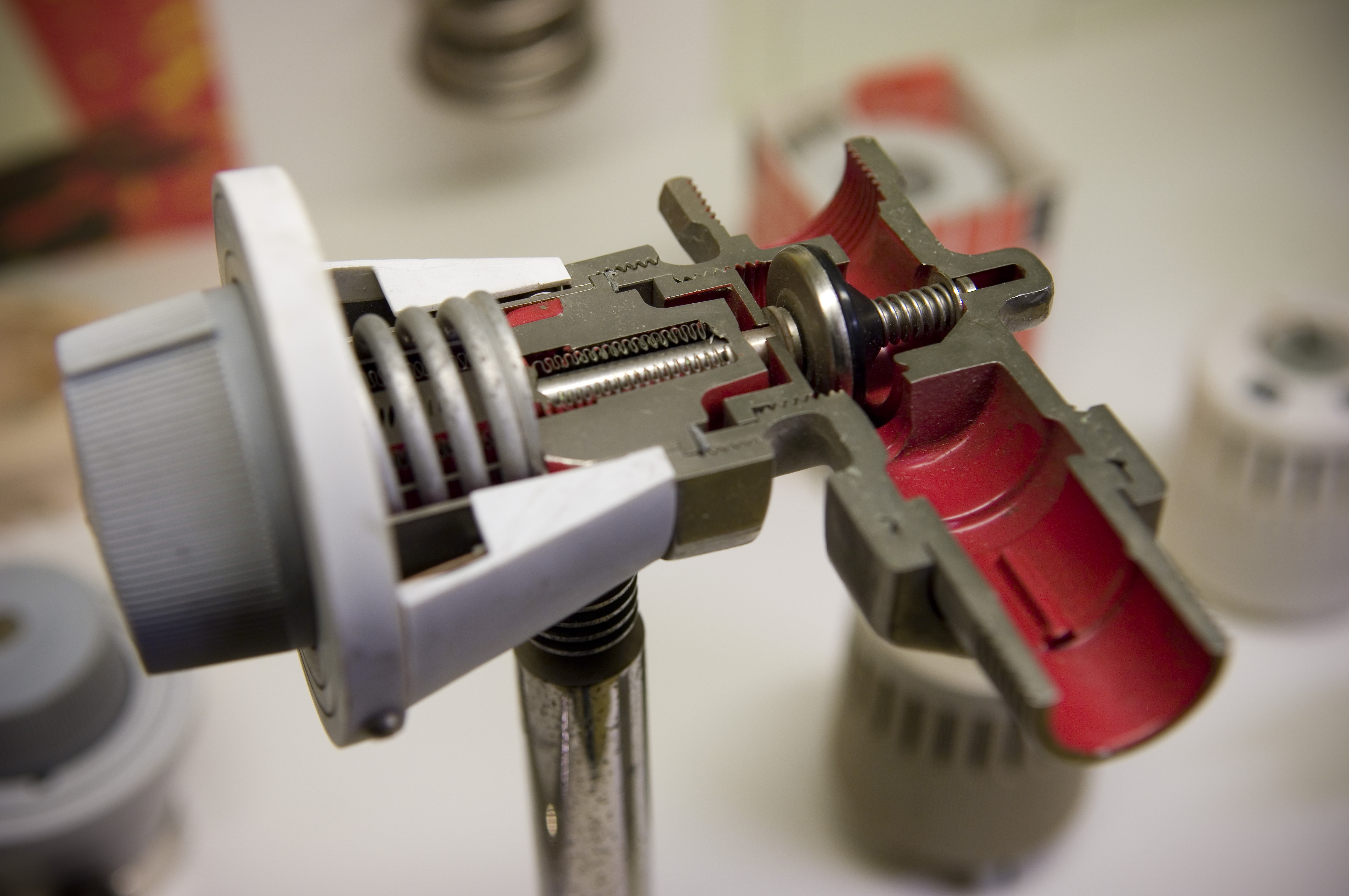
Przekrój pierwszego automatycznego zaworu firmy

Grupa Danfoss – światowy producent komponentów i rozwiązań technologicznych dla chłodnictwa i klimatyzacji, ogrzewnictwa, dystrybucji wody oraz maszyn roboczych. Zysk netto firmy za 2015 wyniósł 348 mln euro, przy sprzedaży na poziomie 5,1 mld euro. Grupa zatrudnia około 28 000 pracowników na całym świecie. Siedziba firmy mieści się w miejscowości Nordborg w Danii. 
Zakłady Danfoss powstały w 1933, a założycielem był Mads Clausen. Dzisiaj w całości jest własnością The Bitten and Mads Clausen Foundation. W 2002 roku Danfoss dołączył do tzw. UN Global Compact, złożonej z dziewięciu przedstawicieli zajmujących się problematyką ochrony środowiska i zmian klimatu.  
Danfoss wytwarza ok. 250000 pojedynczych produktów dziennie w 50 fabrykach znajdujących się w 20 krajach, jego sieć dystrybucyjna posiada ok. 110 przedstawicielstw.
Siedziba polskiego oddziału przedsiębiorstwa znajduje się w Grodzisku Mazowieckim, znajduje się tam też nowoczesny zakład produkcyjny Danfoss.

## Historia
Mads Clausen w 1933, po uzyskaniu dyplomu inżyniera, powrócił do miejscowości swoich narodzin i założył zakład wytwórczy na poddaszu domu swoich rodziców. W latach 30. XX wieku, dzięki wysokim cłom i embargu na pewne produkty przemysłowe, Clausen odniósł sukces w produkcji i sprzedaży znacznej liczby zaworów automatycznych do agregatów chłodniczych, które wcześniej importowano z USA. W latach 40. zakończyła się rozbudowa fabryki, założono przedstawicielstwa handlowe w Belgii, Norwegii, Hiszpanii, Szwecji, Holandii oraz Wlk. Brytanii. W latach 50. zakład zaczął pracować według systemu pracy akordowej, a skład osobowy pracowników przekroczył liczbę dwóch tysięcy. W 1966 Mads Clausen zmarł na zawał serca w wieku 60 lat. Jego wdowa, Bitten Clausen, przejęła przewodnictwo w radzie nadzorczej z Andreasem Jepsenem jako prezesem. W 1966 Jørgen M. Clausen, syn Madsa Clausena, został prezesem grupy Danfoss. 
W roku 1997 sprzedaż przekroczyła 2 miliardy Euro, a liczba pracowników wzrosła do liczby 18 200. W 2000 segment firmy Danfoss o nazwie "Mobile Hydraulics" (Hydraulika Pojazdowa) połączył się z niemiecką firmą Sauer Inc. tworząc podmiot Sauer-Danfoss. Jørgen M. Clausen został członkiem zarządu tego przedsiębiorstwa, w którym Danfoss posiada 55,4% udziałów. W 2007 roku Grupa Danfoss rozszerzyła swoją działalność za granicą – w szczególności w Kanadzie, Chinach, USA, Rumunii, Polsce oraz Francji – z ok. 130 000 metrów kwadratowych dodatkowej powierzchni produkcyjnej, magazynowej i biurowej. Jørgen M. Clausen przeszedł na emeryturę w wieku 60 lat. Nowym prezesem zarządu został Niels B. Christiansen.

## Zarząd spółki
- Niels Bjørn Christiansen, Prezes
- Kim Fausing, Prezes Zarządu
- Nis Storgaard, Prezes Badań i Rozwoju